# El Salvador International 2023
Die El Salvador International 2023 im Badminton fanden vom 28. November bis zum 3. Dezember 2023 in San Salvador statt. 

## Sieger und Platzierte
| Disziplin    | Gold                            | Silber                  | Bronze                               |
| ------------ | ------------------------------- | ----------------------- | ------------------------------------ |
| Herreneinzel | Kevin Cordón                    | Ygor Coelho             | Jonathan Matias                      |
| Herreneinzel | Kevin Cordón                    | Ygor Coelho             | Giovanni Toti                        |
| Dameneinzel  | Juliana Viana Vieira            | Disha Gupta             | Qi Xuefei                            |
| Dameneinzel  | Juliana Viana Vieira            | Disha Gupta             | Wen Yu Zhang                         |
| Herrendoppel | Kevin Lee Ty Alexander Lindeman | Vinson Chiu Joshua Yuan | Chen Zhi-yi Presley Smith            |
| Herrendoppel | Kevin Lee Ty Alexander Lindeman | Vinson Chiu Joshua Yuan | Fabrício Farias Davi Silva           |
| Damendoppel  | Francesca Corbett Allison Lee   | Annie Xu Kerry Xu       | Hristomira Popovska Tereza Švábíková |
| Damendoppel  | Francesca Corbett Allison Lee   | Annie Xu Kerry Xu       | Jeslyn Chow Eliana Zhang             |
| Mixed        | Presley Smith Allison Lee       | Davi Silva Sânia Lima   | Vinson Chiu Jennie Gai               |
| Mixed        | Presley Smith Allison Lee       | Davi Silva Sânia Lima   | Chen Zhi-yi Francesca Corbett        |